# Кубок Англії з футболу 1901—1902
Кубок Англії з футболу 1901—1902 — 31-й розіграш найстарішого футбольного турніру у світі, Кубка виклику Футбольної Асоціації, також відомого як Кубок Англії. Вдруге титул здобув Шеффілд Юнайтед.

## Попередній раунд
| Дата                   | Господарі        | Рахунок | Гості             |
| ---------------------- | ---------------- | ------- | ----------------- |
|                        | Оксфорд Сіті     | +:-     | Нью-Брайтон Тауер |
| 14 грудня              | Редінг           | 2:1     | Честерфілд        |
| 14 грудня              | Волсолл          | 2:0     | Нью Бромптон      |
| 14 грудня              | Ньютон-Гіт       | 1:2     | Лінкольн Сіті     |
| 14 грудня              | Бішоп Окленд     | 2:3     | Бернлі            |
| 14 грудня              | Міллволл         | 1:1     | Бристоль Роверз   |
| 18 грудня Перегравання | Бристоль Роверз  | 1:0     | Міллволл          |
| 14 грудня              | Лестер Фосс      | 0:1     | Глоссоп           |
| 14 грудня              | Вулвіч Арсенал   | 1:1     | Лутон Таун        |
| 18 грудня Перегравання | Лутон Таун       | 0:2     | Вулвіч Арсенал    |
| 14 грудня              | Нортгемптон Таун | 4:1     | Дарвен            |
| 14 грудня              | Портсмут         | 2:1     | Смол Хіт          |

## Перший раунд
До першого раунду увійшли переможці попереднього раунду.
| Дата                  | Господарі               | Рахунок | Гості                |
| --------------------- | ----------------------- | ------- | -------------------- |
| 25 січня              | Бері                    | 5:1     | Вест-Бромвіч Альбіон |
| 25 січня              | Ліверпуль               | 2:2     | Евертон              |
| 29 січня Перегравання | Евертон                 | 0:2     | Ліверпуль            |
| 25 січня              | Сток                    | 2:2     | Астон Вілла          |
| 29 січня Перегравання | Астон Вілла             | 1:2     | Сток                 |
| 25 січня              | Грімсбі Таун            | 1:1     | Портсмут             |
| 29 січня Перегравання | Портсмут                | 2:0     | Грімсбі Таун         |
| 25 січня              | Мідлсбро                | 1:1     | Бристоль Роверз      |
| 29 січня Перегравання | Бристоль Роверз         | 1:0     | Мідлсбро             |
| 25 січня              | Вулвіч Арсенал          | 0:2     | Ньюкасл Юнайтед      |
| 25 січня              | Тоттенгем Готспур       | 1:1     | Саутгемптон          |
| 29 січня Перегравання | Саутгемптон             | 2:2     | Тоттенгем Готспур    |
| 3 лютого Перегравання | Саутгемптон             | 2:1     | Тоттенгем Готспур    |
| 25 січня              | Манчестер Сіті          | 1:1     | Престон Норт-Енд     |
| 29 січня Перегравання | Престон Норт-Енд        | 0:0     | Манчестер Сіті       |
| 3 лютого Перегравання | Престон Норт-Енд        | 2:4     | Манчестер Сіті       |
| 25 січня              | Оксфорд Сіті            | 0:0     | Лінкольн Сіті        |
| 30 січня Перегравання | Лінкольн Сіті           | 4:0     | Оксфорд Сіті         |
| 25 січня              | Ноттс Каунті            | 1:2     | Редінг               |
| 25 січня              | Вулвергемптон Вондерерз | 0:2     | Болтон Вондерерз     |
| 25 січня              | Блекберн Роверз         | 0:2     | Дербі Каунті         |
| 25 січня              | Венсдей                 | 0:1     | Сандерленд           |
| 25 січня              | Волсолл                 | 1:0     | Бернлі               |
| 25 січня              | Нортгемптон Таун        | 0:2     | Шеффілд Юнайтед      |
| 25 січня              | Глоссоп                 | 1:2     | Ноттінгем Форест     |

## Другий раунд
До другого раунду увійшли переможці першого раунду.
| Дата     | Господарі       | Рахунок | Гості            |
| -------- | --------------- | ------- | ---------------- |
| 8 лютого | Бристоль Роверз | 0:1     | Сток             |
| 8 лютого | Редінг          | 0:1     | Портсмут         |
| 8 лютого | Саутгемптон     | 4:1     | Ліверпуль        |
| 8 лютого | Шеффілд Юнайтед | 2:1     | Болтон Вондерерз |
| 8 лютого | Лінкольн Сіті   | 1:3     | Дербі Каунті     |
| 8 лютого | Ньюкасл Юнайтед | 1:0     | Сандерленд       |
| 8 лютого | Волсолл         | 0:5     | Бері             |
| 8 лютого | Манчестер Сіті  | 0:2     | Ноттінгем Форест |

## Третій раунд
До третього раунду увійшли переможці другого раунду. 
| Дата                   | Господарі        | Рахунок | Гості           |
| ---------------------- | ---------------- | ------- | --------------- |
| 22 лютого              | Ноттінгем Форест | 2:0     | Сток            |
| 22 лютого              | Бері             | 2:3     | Саутгемптон     |
| 22 лютого              | Ньюкасл Юнайтед  | 1:1     | Шеффілд Юнайтед |
| 27 лютого Перегравання | Шеффілд Юнайтед  | 2:1     | Ньюкасл Юнайтед |
| 22 лютого              | Портсмут         | 0:0     | Дербі Каунті    |
| 27 лютого Перегравання | Дербі Каунті     | 6:3     | Портсмут        |

## Півфінали
У півфіналах зіграли команди, що перемогли на попередньому етапі.
| Дата                    | Господарі       | Рахунок | Гості            |
| ----------------------- | --------------- | ------- | ---------------- |
| 15 березня              | Саутгемптон     | 3:1     | Ноттінгем Форест |
| 15 березня              | Шеффілд Юнайтед | 1:1     | Дербі Каунті     |
| 20 березня Перегравання | Шеффілд Юнайтед | 1:1     | Дербі Каунті     |
| 27 березня Перегравання | Шеффілд Юнайтед | 1:0     | Дербі Каунті     |

## Фінал
| 19 квітня 1902 |

| Шеффілд Юнайтед | 1:1      | Саутгемптон |
| --------------- | -------- | ----------- |
| Коммон 55'      | Протокол | Вуд 88'     |

| Крістал Пелес, Лондон Глядачів: 76 914 Арбітр: Том Кіркгем |

Перегравання
| 26 квітня 1902 |

| Шеффілд Юнайтед    | 2:1      | Саутгемптон |
| ------------------ | -------- | ----------- |
| Гедлі 2' Барнс 79' | Протокол | Браун 70'   |

| Крістал Пелес, Лондон Глядачів: 33 068 Арбітр: Том Кіркгем |